# Abdellatif Semlali
 (juin 2012).
Si vous disposez d'ouvrages ou d'articles de référence ou si vous connaissez des sites web de qualité traitant du thème abordé ici, merci de compléter l'article en donnant les références utiles à sa vérifiabilité et en les liant à la section « Notes et références ».
Abdellatif Semlali, né le 17 décembre 1938 à Casablanca et mort le 19 janvier 2001, est un homme politique marocain.
Avocat de formation affilié à l'Union constitutionnelle, dont il est le secrétaire général de 1998 jusqu'à sa mort, il est aussi secrétaire d'État chargé de la Jeunesse et des Sports dans le gouvernement Bouabid II et ministre de la Jeunesse et des Sports dans les gouvernements Lamrani III et Lamrani IV.
Il est président du Raja Club Athletic entre 1978 et 1981 après avoir occupé le poste de secrétaire général pendant plusieurs années.

## Biographie

### Jeunesse et formation
Abdellatif Semlali fait ses études primaires à Casablanca et secondaires en Égypte. Il poursuit ses études universitaires à la faculté de droit de Rabat où il obtient sa licence.

### Vie familiale
Abdellatif Semlali épouse Saadia Boujrada, qui lui survit jusqu'en septembre 2016.

### Carrière
Pendant les années 1960, Abdellatif Semlali fait partie des membres du secrétariat national de l'Union nationale des forces populaires (UNFP). Lors des élections législatives de 1984, il est élu député à la Chambre des représentants.
Entre 1981 et 1983, il est nommé secrétaire d'État chargé de la Jeunesse et des Sports dans le gouvernement Bouabid II. Entre 1983 et 1992, il devient ministre de la Jeunesse et des Sports dans les gouvernements Lamrani III et Lamrani IV. Il est aussi vice-président du conseil des ministres arabes de la Jeunesse et des Sports.
Au début des années 1990, il est nommé directeur général, responsable du dossier de candidature du Maroc pour l'organisation de la Coupe du monde de football de 1994 contre les États-Unis d'Amérique et le Brésil et celle de 1998 contre la France et la Suisse.
En juin 1997, il devient président du conseil communal d'Azemmour et président du conseil régional de Doukkala-Abda.
En mai 1998, il devient secrétaire général de l'Union constitutionnelle, restée sans successeur à ce poste depuis la mort de Maâti Bouabid en novembre 1996, et le restera jusqu'en 2001, année de sa disparition.
Il est également président de l'Union maghrébine de football ainsi que vice-président de la Fédération royale marocaine de football (FRMF), de l'union arabe des sports et de l'union arabe de football.
Il est président du Raja Club Athletic entre 1978 et 1981 et directeur général de la 9e édition des Jeux méditerranéens de 1983, des Jeux panarabes de 1985 et des Jeux de la francophonie de 1989.
Il est également membre de la commission d'organisation de la Coupe du monde de football de 1998.

## Décoration
Abdellatif Semlali reçoit à titre posthume, le 17 avril 2004, la médaille du mérite de la Confédération africaine de football.